# Jacques Mouradian
Pour les articles homonymes, voir Mouradian.
Jacques Mouradian, né le 14 décembre 1910  à Conches-en-Ouche et mort le 14 juin 1991 à Paris, est un haut fonctionnaire français. 

## Biographie
Après des études de droit et de lettres, il commence sa carrière au Sénégal où il est adjoint des services civils des colonies. Il est mobilisé en 1939. En 1941 il obtient un poste au secrétariat d’État aux colonies où il est dispensé de l'École nationale de la France d'outre-mer en 1942. Il est nommé en 1945 auprès du gouverneur de l'Oubangui[Lequel ?] jusqu'en 1947. Il est ensuite nommé au budget et aux comptes à Madagascar jusqu'à 1952, puis au Tchad jusqu'en 1954. Il reste directeur des affaires politiques de l'Afrique-Équatoriale française jusqu'à 1954, puis il est nommé au Niger en 1958.
L'adoption du referendum de 1958 consacrant l'indépendance pour la plupart des colonies, il est nommé premier conseiller du Haut-commissaire de la République en Centrafrique de 1960 à 1961. Il est nommé à l'ambassade de l'Afrique-Occidentale française en 1962. Il fut ensuite chargé de mission de 1963 à 1965.
D'avril 1965 à 1967, il est Haut-commissaire-Résident en Nouvelles-Hébrides et enfin dans le Territoire des Comores entre 1969 et 1973.